# Carl Gustaf Mosander
Carl Gustaf Mosander, född 10 september 1797 i Kalmar, död 15 oktober 1858 vid Drottningholm i Lovö församling, var en svensk kemist och lärare.

## Biografi
Mosander började sin bana som farmaceut. År 1820 antogs han till elev vid Karolinska institutet, där han snart framstod som en av Jöns Jacob Berzelius bästa lärjungar och han blev 1825 kirurgie magister. År 1829 blev han adjunkt, 1832 tillförordnad och 1836 ordinarie professor i kemi och farmaci vid Karolinska institutet, samtidigt som han från 1845 var intendent vid Riksmuseets mineralogiska avdelning samt 1845–1857 lärare och från 1846 till sin död inspektor vid Farmaceutiska institutet. Tillsammans med Anders Adolf Retzius och Carl Wilhelm Henrik Ronander uppsatte han Tidskrift för läkare och pharmaceuter (1828–1839). Han var ledamot av Vetenskapsakademien (1833), Lantbruksakademien, Vetenskapssocieteten i Uppsala och andra lärda samfund. 
Mosander var en skarpsinnig och skicklig kemist. Hans förnämsta arbete var den svåra undersökningen av de sällsynta jordarter, som förekommer i cerit och gadolinit, under vilka forskningar han visade, dels att den förut som homogen ansedda ceriumoxiden var en blandning av tre nya metalloxider, den egentliga ceriumoxiden, lantanoxiden och didymoxiden, dels att ytterjorden var en blandning av egentlig ytterjord, terbinjord och erbinjord. Han har till följd därav ansetts som upptäckare av sex nya grundämnen, tills senare forskning visat att såväl didymoxiden som terbinjorden och erbinjorden kunde spjälkas i ytterligare nya oxider. 

### Familj
Carl Gustaf Mosander gifte sig 1832 med Hulda Philippina Forsström (1813–1888), som var född på Saint-Barthélemy, och makarna fick dottern Huldine Beamish. De är alla begravda på Lovö kyrkogård.